# Chennai
Chennai [ˈtʃɛnnəɪ] (tamil: சென்னை, hindi: चेन्नई, fram till augusti 1996 officiellt Madras) är huvudstad i delstaten Tamil Nadu i södra Indien. Den är en av Indiens största städer, med 4,6 miljoner invånare i staden och 8,7 miljoner invånare i storstadsområdet vid folkräkningen 2011.
Chennai ligger vid Koromandelkusten på Indiens södra östkust. Staden har en stor hamn varifrån färjan till Andamanerna går och enligt egen uppfattning världens näst längsta strand, Marina Beach. Många tillverkningsindustrier, inklusive bilfabriker finns här. Chennai är också känd för sin IT-industri och efter Bangaluru är Chennai den näst största IT-destinationen i Indien. Majoriteten av befolkningen talar tamil, men en ansenlig minoritet talar telugu. Andra minoritetsspråk som förekommer är malayalam, urdu och engelska. Engelska används allmänt inom näringslivet..

## Historia

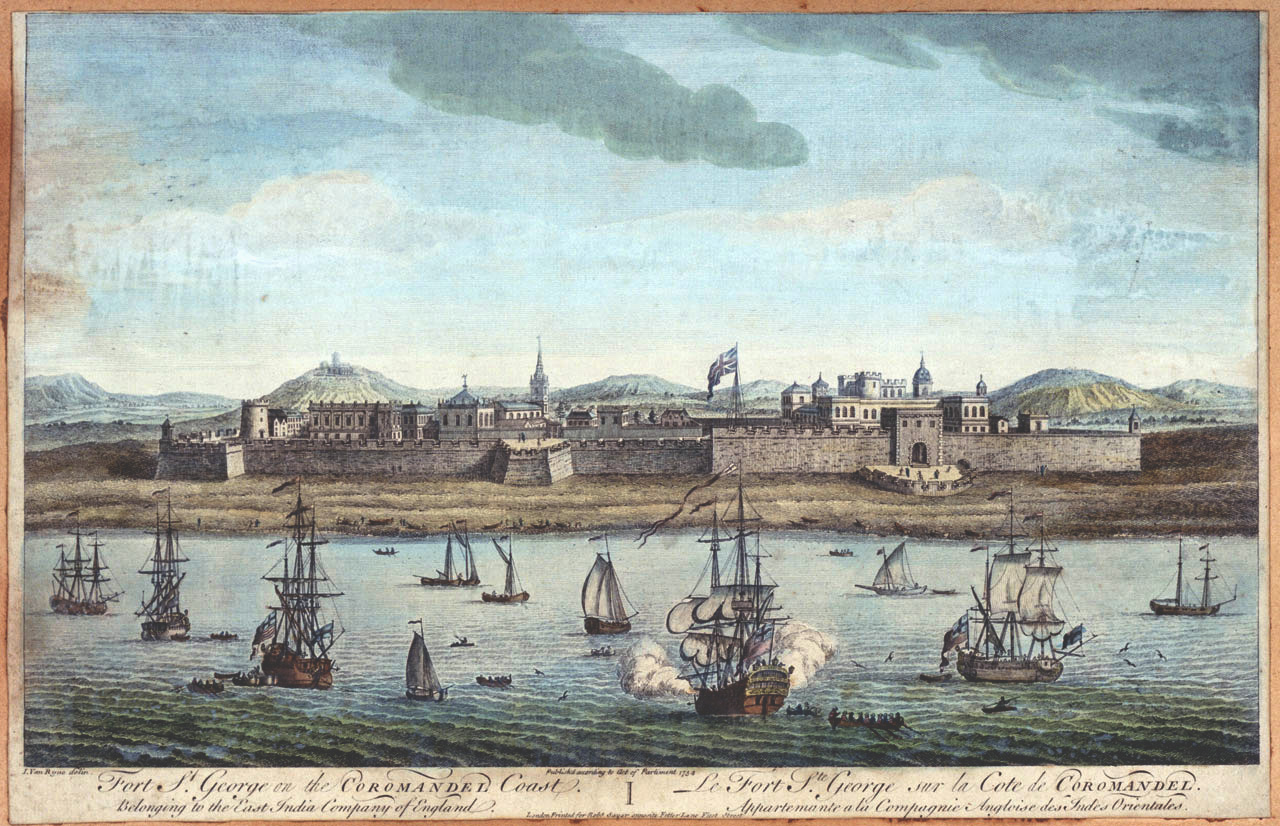
Den brittiska befästningen Fort St George på 1700-talet.

Aposteln Tomas tros enligt sägen ha kommit till området och dött här. I Chennai finns den nygotiska kyrkobyggnaden Santhome Cathedral med ursprung i en kyrka som byggdes på 1500-talet på en plats som antogs vara aposteln Tomas grav. Den första europeiska makt som etablerade sig i detta område var Portugal, som byggde ett fort kallat São Tomé 1522. Sedan kom Nederländerna 1612 och Brittiska Ostindiska Kompaniet 1639. Staden växte upp runt den brittiska garnisonen i Fort St George, och beräknas ha haft mer än 300 000 invånare redan i mitten av 1700-talet. Under brittisk tid var staden säte för presidentskapet Madras. Stadens bytte namnet Madras till dagens Chennai 1996.

## Kända personer födda i Chennai
- Viswanathan Anand
- Gukesh Dommaraju
- R.K. Narayan
- Indra Nooyi